# Brassaiopsis gigantea
Brassaiopsis gigantea är en araliaväxtart som beskrevs av Jun Wen och Lowry. Brassaiopsis gigantea ingår i släktet Brassaiopsis och familjen Araliaceae. Inga underarter finns listade.